# Burnside-Problem
Das 1902 von William Burnside aufgestellte Burnside-Problem ist eines der ältesten und einflussreichsten Probleme der Gruppentheorie und fragt, ob jede endlich erzeugte Gruppe, in der jedes Element endliche Ordnung hat, notwendigerweise endlich sein muss. Jewgeni Golod und Igor Schafarewitsch fanden 1964 ein Gegenbeispiel. Das Problem hat mehrere Varianten, etwa das beschränkte Burnside-Problem oder das eingeschränkte Burnside-Problem, die sich darin unterscheiden, dass die Elementordnungen weiteren Bedingungen unterworfen sind.

## Historische Bemerkungen
Zu Anfang wies alles auf eine positive Antwort hin. Ist zum Beispiel die Gruppe {\displaystyle G} endlich erzeugt und ist jede Elementordnung ein Teiler von 4, dann ist {\displaystyle G} bereits endlich. A. I. Kostrikin konnte 1958 zeigen, dass sich unter den endlichen Gruppen mit vorgegebener Anzahl von Erzeugern und mit vorgegebener Primzahl als Gruppenexponent eine größte findet. Das ergibt eine Lösung des eingeschränkten Burnside-Problems für den Fall eines Primexponenten. Später, im Jahre 1989, konnte Efim Zelmanov das eingeschränkte Burnside-Problem für beliebige Exponenten lösen. 1911 zeigte Issai Schur, dass jede endlich erzeugte Torsionsgruppe, die in den komplexen, invertierbaren n × n-Matrizen enthalten ist, endlich sein muss. Dies benutzte er zum Beweis des Satzes von Jordan-Schur.
Nichtsdestoweniger stellte sich heraus, dass das Burnside-Problem eine negative Antwort hat. 1964 fanden Golod und Schafarewitsch eine unendliche Gruppe vom Burnside-Typ (d. h. endlich erzeugt und alle Elemente haben eine endliche Ordnung), ohne dass die Elementordnungen gleichmäßig beschränkt sind. 1968 lieferten Pjotr Nowikow und Sergei Adjan eine negative Lösung für das Problem mit beschränktem Exponenten für alle ungeraden Exponenten größer als 4381. Im Jahre 1982 fand Alexander Olschanski einige verblüffende Gegenbeispiele für hinreichend große ungerade Exponenten (größer als {\displaystyle 10^{10}}) und lieferte auf Basis geometrischer Ideen einen beträchtlich einfacheren Beweis.
Der Fall gerader Exponenten hat sich als sehr viel schwieriger herausgestellt. S. W. Iwanow kündigte 1992 eine negative Lösung für hinreichend große gerade Exponenten, die durch eine große Zweierpotenz teilbar sind, an. Die vollständigen Beweise wurden 1994 veröffentlicht und umfassten gut 300 Seiten. Spätere gemeinsame Arbeit mit Olschanski führte zu einer negativen Lösung des Analogons des Burnside-Problems für hyperbolische Gruppen, wieder für hinreichend große Exponenten. Im Gegensatz dazu ist für kleine Exponenten ungleich 2, 3, 4 oder 6 fast nichts bekannt.

## Das allgemeine Burnside-Problem
Eine Gruppe {\displaystyle G} heißt Torsionsgruppe, wenn jedes Element eine endliche Ordnung hat, das heißt, wenn es zu jedem Element {\displaystyle g\in G} eine positive ganze Zahl {\displaystyle n} gibt, so dass {\displaystyle g^{n}=1}. Offenbar ist jede endliche Gruppe eine Torsionsgruppe. Es gibt aber leicht zu definierende, unendliche Torsionsgruppen wie etwa die Prüfergruppen, aber Letztere sind nicht endlich erzeugt.
Allgemeines Burnside-Problem: Ist eine endlich erzeugte Torsionsgruppe notwendigerweise endlich?
Die Antwort auf diese Frage fiel negativ aus, 1964 fanden Jewgeni Golod und Igor Schafarewitsch ein Beispiel einer unendlichen, endlich erzeugten p-Gruppe. Die Elementordnungen dieser Gruppe waren aber nicht durch eine gemeinsame Konstante beschränkt.

## Das beschränkte Burnside-Problem

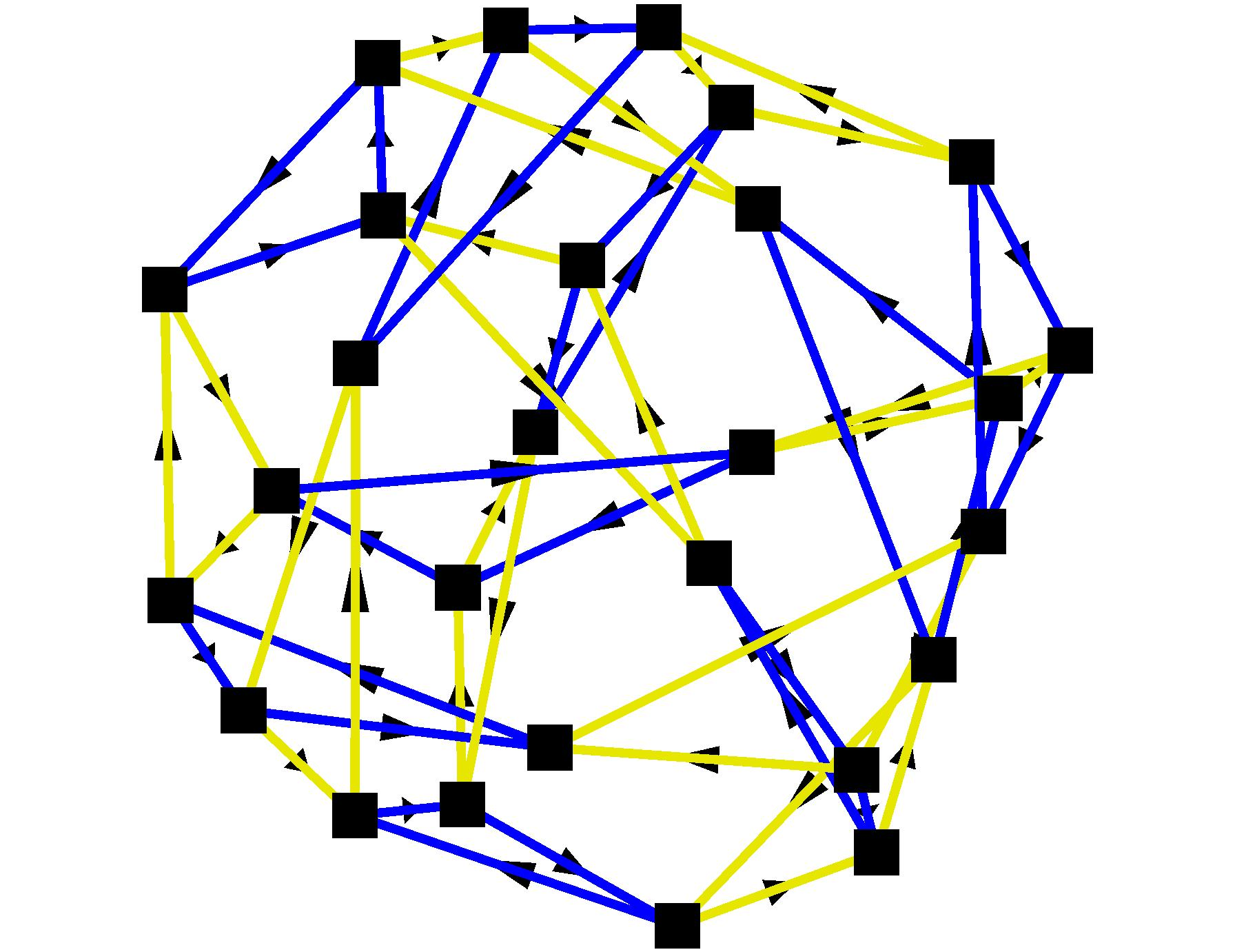
Der Cayley-Graph der 27-elementigen freien Burnside-Gruppe mit 2 Erzeugern und Exponent 3

Ein Teil der Schwierigkeiten beim allgemeinen Burnside-Problem rührt daher, dass die Forderungen der endlichen Erzeugung und der Torsionsgruppe nur wenig Informationen über die mögliche Gruppenstruktur zulassen. Daher benötigen wir weitergehende Forderungen an {\displaystyle G}. Wir betrachten daher Torsionsgruppen mit der zusätzlichen Eigenschaft, dass es eine kleinste Zahl {\displaystyle n>0} gibt, so dass {\displaystyle g^{n}=1} für alle {\displaystyle g\in G}. Solche Gruppen heißen Torsionsgruppen mit beschränktem Exponenten {\displaystyle n} oder einfach Gruppen mit Exponent {\displaystyle n}. Das beschränkte Burnside-Problem stellt die Frage
Beschränktes Burnside-Problem: Ist eine endlich erzeugte Torsionsgruppe mit Exponent {\displaystyle n} notwendigerweise endlich?
Das Problem kann in eine Frage über die Endlichkeit einer bestimmten Familie von Gruppen umformuliert werden. Die freie Burnside-Gruppe vom Rang {\displaystyle m} und Exponenten {\displaystyle n}, die mit {\displaystyle B(m,n)} bezeichnet wird, ist eine Gruppe mit {\displaystyle m} Erzeugern {\displaystyle x_{1},\ldots ,x_{m}}, in der alle Elemente {\displaystyle x} die Relation {\displaystyle x^{n}=1} erfüllen, und die in gewisser Weise die größte Gruppe mit diesen Eigenschaften ist. Genauer wird {\displaystyle B(m,n)} dadurch charakterisiert, dass es zu jeder anderen Gruppe {\displaystyle G} mit Erzeugern {\displaystyle g_{1},\ldots ,g_{m}} und mit Exponent {\displaystyle n} genau einen Gruppenhomomorphismus {\displaystyle B(m,n)\rightarrow G} gibt, der den {\displaystyle i}-ten Erzeuger {\displaystyle x_{i}} von {\displaystyle B(m,n)} auf den {\displaystyle i}-ten Erzeuger {\displaystyle g_{i}\in G} abbildet. In der Sprache der Präsentation einer Gruppe ist {\displaystyle B(m,n)} die Gruppe mit {\displaystyle m} Erzeugern {\displaystyle x_{1},\ldots ,x_{m}} und Relationen {\displaystyle x^{n}=1} für jedes Wort {\displaystyle x} in {\displaystyle x_{1},\ldots ,x_{m}}, jede weitere Gruppe mit {\displaystyle m} Erzeugern und Exponent {\displaystyle n} erhält man durch Forderung zusätzlicher Relationen. Die Existenz der freien Burnside-Gruppen und ihre Eindeutigkeit ergeben sich mittels Standardtechniken der Gruppentheorie. Wenn also {\displaystyle G} eine von {\displaystyle m} Elementen erzeugte Gruppe mit Exponent {\displaystyle n} ist, so gibt es einen surjektiven Gruppenhomomorphismus {\displaystyle B(m,n)\rightarrow G}. Das beschränkte Burnside-Problem kann also wie folgt umformuliert werden:
Beschränktes Burnside-Problem II: Für welche positiven Zahlen {\displaystyle m} und {\displaystyle n} ist die freie Burnside-Gruppe {\displaystyle B(m,n)} endlich?
Die vollständige Lösung des Burnside-Problems in dieser Form ist unbekannt. Burnside hatte in seiner Originalarbeit einige einfache Fälle betrachtet:
- {\displaystyle B(1,n)} ist die zyklische Gruppe der Ordnung {\displaystyle n}.
- {\displaystyle B(m,2)} ist das direkte Produkt von {\displaystyle m} Kopien der Ordnung 2. (Der wesentliche Punkt ist die Beobachtung, dass die Relationen {\displaystyle a^{2}=b^{2}=(ab)^{2}=1} die Gleichung {\displaystyle ab=ba} implizieren, so dass freie Burnside-Gruppen mit Exponent 2 abelsch sind.)

Die folgenden Resultate sind noch bekannt (Burnside, I. N. Sanow, M. Hall):
- {\displaystyle B(m,3)}, {\displaystyle B(m,4)} und {\displaystyle B(m,6)} sind endlich für alle {\displaystyle m}.

Der Spezialfall {\displaystyle B(2,5)} ist Stand 2005 offen, es ist nicht bekannt, ob diese Gruppe endlich ist.
Pjotr Nowikow und Sergei Adjan erreichten 1968 einen Durchbruch in der Lösung des Burnside-Problems. Mittels eines komplizierten kombinatorischen Arguments zeigten sie, dass es für jede ungerade Zahl {\displaystyle n>4381} unendliche, endlich erzeugte Gruppen mit Exponent {\displaystyle n} gibt. Adjan hat dies später auf ungerade Exponenten größer 665 verbessert. (John Britton schlug 1973 einen alternativen, zirka 300 Seiten langen Beweis vor, in dem Adjan allerdings einen Fehler fand.) Der Fall gerader Exponenten erwies sich als erheblich schwieriger. Erst 1994 konnte S. W. Iwanow ein Analogon zum Satz von Nowikow-Adjan beweisen: Für {\displaystyle m>1} und {\displaystyle n\geq 2^{48}} und {\displaystyle n} teilbar durch {\displaystyle 2^{9}} ist {\displaystyle B(m,n)} unendlich. Zusammen mit dem Satz von Nowikow-Adjan kann man schließen, dass es unendliche Burnside-Gruppen für alle {\displaystyle m>1} und {\displaystyle n\geq 2^{48}} gibt. Das wurde 1996 von Igor Gerontjewitsch Lyssjonok (Lysënok) auf {\displaystyle n\geq 8000} verbessert. Nowikow-Adjan, Iwanow und Lysënok erzielten erheblich präzisere Ergebnisse über die Struktur freier Burnside-Gruppen. Im Falle ungerader Exponenten sind alle endlichen Untergruppen der freien Burnside-Gruppe zyklisch. Für gerade Exponenten ist jede endliche Untergruppe in einem Produkt zweier Diedergruppen enthalten und es gibt nicht-zyklische endliche Untergruppen. Überdies sind das Wort- und das Konjugationsproblem für {\displaystyle B(m,n)} sowohl für gerade als auch für ungerade Exponenten effektiv lösbar.
Eine berühmte Klasse von Gegenbeispielen zum Burnside-Problem sind endlich erzeugte, nicht-zyklische, unendliche Gruppen, in denen jede echte Untergruppe eine endliche zyklische Gruppe ist, dies sind die sogenannten Tarski-Gruppen. Erste Beispiele solcher Gruppen wurden 1979 von A. J. Olschanski mittels geometrischer Methoden konstruiert. Er konnte dies 1982 weiter verschärfen und für jede hinreichend große Primzahl {\displaystyle p>10^{75}} die Existenz endlich erzeugter, unendlicher Gruppen zeigen, in denen jede nicht-triviale Untergruppe zyklisch von der Ordnung {\displaystyle p} ist. In einer 1996 veröffentlichten Arbeit konnten Iwanow und Olschanski das Analogon zum Burnside-Problem für beliebige hyperbolische Gruppen mit hinreichend großen Exponenten lösen.

## Das eingeschränkte Burnside-Problem
Die aus den 1930ern stammende Frage lautet:
Eingeschränktes Burnside-Problem: Wenn von einer Gruppe bekannt ist, dass sie von {\displaystyle m} Elementen erzeugt wird, den Exponenten {\displaystyle n} hat und dass sie endlich ist, kann man dann die Gruppenordnung gegen eine nur von {\displaystyle m} und {\displaystyle n} abhängige Konstante abschätzen? Das ist äquivalent zu der Frage: Gibt es bis auf Isomorphie nur endlich viele endliche Gruppen mit {\displaystyle m} Erzeugern und Exponent {\displaystyle n}?
Diese Variante des Burnside-Problems kann in eine Aussage über gewisse universelle Gruppen mit {\displaystyle m} Erzeugern und Exponent {\displaystyle n} umformuliert werden. Es ist eine grundlegende Aussage der Gruppentheorie, dass der Durchschnitt zweier Untergruppen mit endlichem Index wieder endlichen Index hat. Sei {\displaystyle M} der Durchschnitt aller Untergruppen von {\displaystyle B(m,n)} mit endlichem Index. Dann ist {\displaystyle M} ein Normalteiler (denn alle Konjugierten von Untergruppen mit endlichem Index sind wieder von dieser Form) und man kann {\displaystyle B_{0}(m,n)} als die Quotientengruppe {\displaystyle B(m,n)/M} definieren. Jede endliche Gruppe mit {\displaystyle m} Erzeugern und Exponent {\displaystyle n} ist ein homomorphes Bild von {\displaystyle B_{0}(m,n)}. Das eingeschränkte Burnside-Problem fragt, ob {\displaystyle B_{0}(m,n)} endlich ist.
Noch vor der negativen Antwort zum allgemeinen Burnside-Problem wurde der Fall eines Primzahl-Exponenten {\displaystyle p} in den 1950ern intensiv von A. I. Kostrikin studiert. Seine Lösung, das heißt die Endlichkeit von {\displaystyle B_{0}(m,p)}, verwendete Beziehungen zu tiefliegenden Fragen über Identitäten in Lie-Algebren endlicher Charakteristik. Der Fall allgemeiner Exponenten wurde schließlich positiv von Efim Zelmanov gelöst, wofür dieser 1994 mit der Fields-Medaille ausgezeichnet wurde.